# Pomadasys panamensis
Pomadasys panamensis är en fiskart som först beskrevs av Steindachner, 1876.  Pomadasys panamensis ingår i släktet Pomadasys och familjen Haemulidae. IUCN kategoriserar arten globalt som livskraftig. Inga underarter finns listade i Catalogue of Life.